# Émilie est partie
 (juillet 2025).
Pour plus de détails, voir Fiche technique et Distribution.
Émilie est partie est un court métrage français réalisé par Thierry Klifa, sorti en 2001.

## Synopsis
Julien a quitté Émilie sans rien dire pour pouvoir vivre avec Lea. En apprenant cela, Léa convainc Julien d'aller s'expliquer mais Émilie a disparu avec armes et bagages. Les recherches commencent…

## Fiche technique
- Titre : Émilie est partie
- Réalisateur : Thierry Klifa
- Scénario : Thierry Klifa
- Production: François Kraus et Denis Pineau-Valencienne
- Directeur de production : Dominique Agostini
- Société de production : Centre National de la Cinématographie (CNC), France 2, Les Films du Kiosque
- Photographie : Marc Tevanian
- Musique : David François Moreau
- Montage : Dominique Petrot
- Chef décorateur : Patrice Le Turcq
- Costumes : Sarah Fischer
- Pays d'origine :  France
- Format : couleur
- Durée : 25 minutes

## Distribution
- Danielle Darrieux : Émilie
- Sandrine Kiberlain : Léa
- Michaël Cohen : Julien
- Suzan Anbeh : La jeune fille
- M. Calisto : Le serveur café gare 'La Terrasse'
- Hervé-Axel Colombel : Le serveur 'Chez Lucien'